# Campeonato Europeu Júnior de Natação de 1985
O Campeonato Europeu Júnior de Natação de 1985 foi a 12ª edição do evento organizado pela Liga Europeia de Natação (LEN). A competição foi realizada entre os dias 25 e 28 de julho de 1985 em Genebra na Suíça. Foi realizado um total de 34 provas, sendo quatro de saltos ornamentais. Teve como destaque a Alemanha Oriental com 33 medalhas no total, sendo 14 de ouro.

## Participantes
- Natação: Feminino de 14 a 15 anos (1971 e 1970) e masculino de 15 a 16 anos (1970 e 1969)
- Saltos Ornamentais: Feminino de 15 a 16 anos (1970 e 1969) e masculino de 16 a 17 anos (1969 e 1968)

## Medalhistas

### Natação
Os resultados foram os seguintes. 
Masculino
| Evento          | Ouro                               | Ouro     | Prata                                 | Prata    | Bronze                                | Bronze   |
| 100 m Livre     | Alemanha Oriental · Peter Wiedmann | 52.48    | Alemanha Ocidental · Peter Sitt       | 52.50    | Alemanha Ocidental · Martin Hermann   | 52.59    |
| 200 m Livre     | Alemanha Ocidental · Peter Sitt    | 1:52.69  | Itália · Giorgio Lamberti             | 1:54.49  | Alemanha Oriental · Peter Wiedmann    | 1:54.78  |
| 400 m Livre     | Hungria · Walter Kalaus            | 4:00.42  | Itália · Stefano Battistelli          | 4;00.88  | Alemanha Oriental · Grant Robins      | 4:01.76  |
| 1500 m Livre    | Itália · Stefano Battistelli       | 15:44.70 | Hungria · Walter Kalaus               | 15:51.19 | Alemanha Oriental · Dirk Bludau       | 15:51.96 |
| 100 m Costas    | Grécia · Charalambos Papanikolaou  | 58.63    | Hungria · Tamás Deutsch               | 59.18    | Alemanha Oriental · Steffen Gröhst    | 57.27    |
| 200 m Costas    | Hungria · Tamás Deutsch            | 2:05.42  | Grécia · Charalambos Papanikolaou     | 2:05.61  | União Soviética · Sergey Palchikov    | 2:07.10  |
| 100 m Peito     | Reino Unido · Gary Watson          | 1:05.43  | Alemanha Oriental · Enrico Muller     | 1:05.92  | Alemanha Ocidental · Burkhard Schmidt | 1:07.10  |
| 200 m Peito     | Hungria · József Szabó             | 2:20.58  | Alemanha Oriental · Enrico Muller     | 2:22".7  | União Soviética · Dmitriy Porotskiy   | 2:24.20  |
| 100 m Borboleta | França · Ludovic Depickère         | 56.95    | Alemanha Ocidental · Andreas Maezulat | 57.43    | Espanha · José Luis Ballester         | 57.45    |
| 200 m Borboleta | Hungria · József Szabó             | 2:03.91  | Alemanha Ocidental · Thomas Müller    | 2:05.87  | Espanha · José Luis Ballester         | 2:06.83  |
| 200 m Medley    | Hungria · József Szabó             | 2:06.75  | Grécia · Charalambos Papanikolaou     | 2:07.02  | Alemanha Oriental · Mirko Erdmann     | 2:07.79  |
| 400 m Medley    | Hungria · József Szabó             | 4:27.71  | Grécia · Charalambos Papanikolaou     | 4:31.27  | Alemanha Oriental · Mirko Erdmann     | 4:33.84  |
| 4x100 m Livre   | Alemanha Ocidental                 | 3:29.61  | Suécia                                | 3:32.18  | Alemanha Oriental                     | 3:33.32  |
| 4x200 m Livre   | Alemanha Ocidental                 | 7:35.62  | Alemanha Oriental                     | 7:39.33  | Itália                                | 7:43.36  |
| 4x100 m Medley  | Alemanha Oriental                  | 3:54.71  | União Soviética                       | 3:55.84  | Alemanha Ocidental                    | 3:56.33  |

Feminino
| Evento          | Ouro                                    | Ouro    | Prata                                                   | Prata   | Bronze                              | Bronze  |
| 100 m Livre     | Roménia · Tamara Costache               | 56.69   | Alemanha Ocidental · Stephanie Bofinger                 | 57.66   | Alemanha Oriental · Regina Dittmann | 57.81   |
| 200 m Livre     | Alemanha Oriental · Regina Dittmann     | 2:02.27 | Alemanha Ocidental · Stephanie Bofinger                 | 2:05.20 | Itália · Monica Olmi                | 2:05.35 |
| 400 m Livre     | Alemanha Oriental · Heide Grein         | 4:16.35 | Itália · Monica Olmi                                    | 4:17.82 | Alemanha Oriental · Regina Dittmann | 4:17.89 |
| 800 m Livre     | Alemanha Oriental · Heide Grein         | 8:42.03 | Bélgica · Isabelle Arnould                              | 8:50.93 | Hungria · Rita Kovacs               | 8:52.58 |
| 100 m Costas    | Alemanha Oriental · Silvia Krummholz    | 1:04.27 | Suécia · Camilla Olsson                                 | 1:04.66 | Hungria · Dora Varga                | 1:05.02 |
| 200 m Costas    | Alemanha Oriental · Cornelia Seithe     | 2:17.57 | Suécia · Camilla Olsson                                 | 2:17.86 | Alemanha Ocidental · Silke Peppler  | 2:18.04 |
| 100 m Peito     | França · Pascaline Louvrier             | 1:10.74 | Alemanha Oriental · Franziska Zietemann                 | 1:12.08 | Suécia · Åsa Hedlund                | 1:13.28 |
| 200 m Peito     | Alemanha Oriental · Franziska Zietemann | 2:33.14 | França · Pascaline Louvrier                             | 2:33.23 | Alemanha Oriental · Anja Ewert      | 2:36.22 |
| 100 m Borboleta | Alemanha Oriental · Grit Sykora         | 1'03"25 | Itália · Annamaria Ferrara União Soviética · Anna Rozer | 1'04"34 | Nenhum                              |         |
| 200 m Borboleta | Itália · Monica Olmi                    | 2:16.04 | Alemanha Oriental · Antje Wiesner                       | 2:16.46 | França · Diane Velissariou          | 2:20.19 |
| 200 m Medley    | Alemanha Oriental · Silvia Krummholz    | 2:19.87 | Alemanha Oriental · Cornelia Seithe                     | 2:19.88 | Reino Unido · Zara Long             | 2:20.63 |
| 400 m Medley    | Alemanha Oriental · Kathrin Bühler      | 4:54.74 | Alemanha Oriental · Cornelia Seithe                     | 4:55.37 | Reino Unido · Zara Long             | 4:57.37 |
| 4x100 m Livre   | Alemanha Oriental                       | 3:53.15 | Alemanha Ocidental                                      | 3:54.78 | Países Baixos                       | 3:55.32 |
| 4x200 m Livre   | Alemanha Oriental                       | 8:21.49 | Países Baixos                                           | 8:25.36 | Alemanha Ocidental                  | 8:28.98 |
| 4x100 m Medley  | Alemanha Oriental                       | 4:18.69 | Alemanha Ocidental                                      | 4:23.18 | Itália                              | 4:23.41 |

### Saltos ornamentais
Masculino
| Evento                     | Ouro                                 | Ouro   | Prata                               | Prata  | Bronze                              | Bronze |
| Trampolim 3 m individual   | União Soviética · Vladimir Timošinin | 574.20 | União Soviética · Andrey Kvochinski | 571.08 | Itália · Markus Stuppner            | 550.86 |
| Plataforma 10 m individual | União Soviética · Baranov            | 566.70 | União Soviética · Belov             | 512.22 | Alemanha Ocidental · Thomas Hevelke | 478.53 |

Feminino
| Evento                     | Ouro                           | Ouro   | Prata                         | Prata  | Bronze                           | Bronze |
| Trampolim 3 m individual   | União Soviética · Iurgenson    | 473.25 | União Soviética · Kobylin     | 471.24 | Alemanha Oriental · Heidi Becker | 454.68 |
| Plataforma 10 m individual | União Soviética · Inga Afonina | 396.87 | Alemanha Oriental · Inselmann | 386.28 | União Soviética · Alekseeva      | 372.93 |

## Quadro de medalhas
| Ordem | País               | Medalha de ouro | Medalha de prata | Medalha de bronze | Total |
| ----- | ------------------ | --------------- | ---------------- | ----------------- | ----- |
| 1     | Alemanha Oriental  | 14              | 8                | 11                | 33    |
| 2     | Hungria            | 6               | 2                | 2                 | 10    |
| 3     | União Soviética    | 4               | 5                | 3                 | 12    |
| 4     | Alemanha Ocidental | 3               | 7                | 6                 | 16    |
| 5     | Itália             | 2               | 4                | 4                 | 10    |
| 6     | França             | 2               | 1                | 1                 | 4     |
| 7     | Grécia             | 1               | 3                | 0                 | 4     |
| 8     | Reino Unido        | 1               | 0                | 2                 | 3     |
| 9     | Roménia            | 1               | 0                | 0                 | 1     |
| 10    | Suécia             | 0               | 3                | 1                 | 4     |
| 11    | Países Baixos      | 0               | 1                | 1                 | 2     |
| 12    | Bélgica            | 0               | 1                | 0                 | 1     |
| 13    | Espanha            | 0               | 0                | 2                 | 2     |
| Total | Total              | 34              | 35               | 33                | 102   |